# Художественная гимнастика на летних Олимпийских играх 1984
Художественная гимнастика на летних Олимпийских играх 1984 — впервые в программу Олимпийских игр введены соревнования по художественной гимнастике. Разыгрывался только один комплект медалей в индивидуальном многоборье.
В ответ на бойкот московской Олимпиады 1980 многие социалистические страны не прислали своих спортсменов на Олимпиаду 1984, проводившуюся в Лос-Анджелесе из-за формального предлога — по соображениям безопасности. В то время сильнейшими спортсменками в этом виде спорта были гимнастки СССР и Болгарии. В их отсутствие первое место в индивидуальном первенстве по художественной гимнастике заняла малоизвестная Лори Фанг (лучший результат в международных соревнованиях — 9-е место на чемпионате мира 1985).
Для спортсменов, не приехавших на Олимпиаду в Лос-Анджелес, были организованы альтернативные соревнования «Дружба-84».
См. статью: Соревнования «Дружба-84» по художественной гимнастике

## Индивидуальное многоборье
| Дисциплина        | Золото           | Серебро                   | Бронза           |
| Личное многоборье | Лори Фанг Канада | Дойна Стайкулеску Румыния | Регина Вебер ФРГ |